# Laugavegur (Reykjavík)

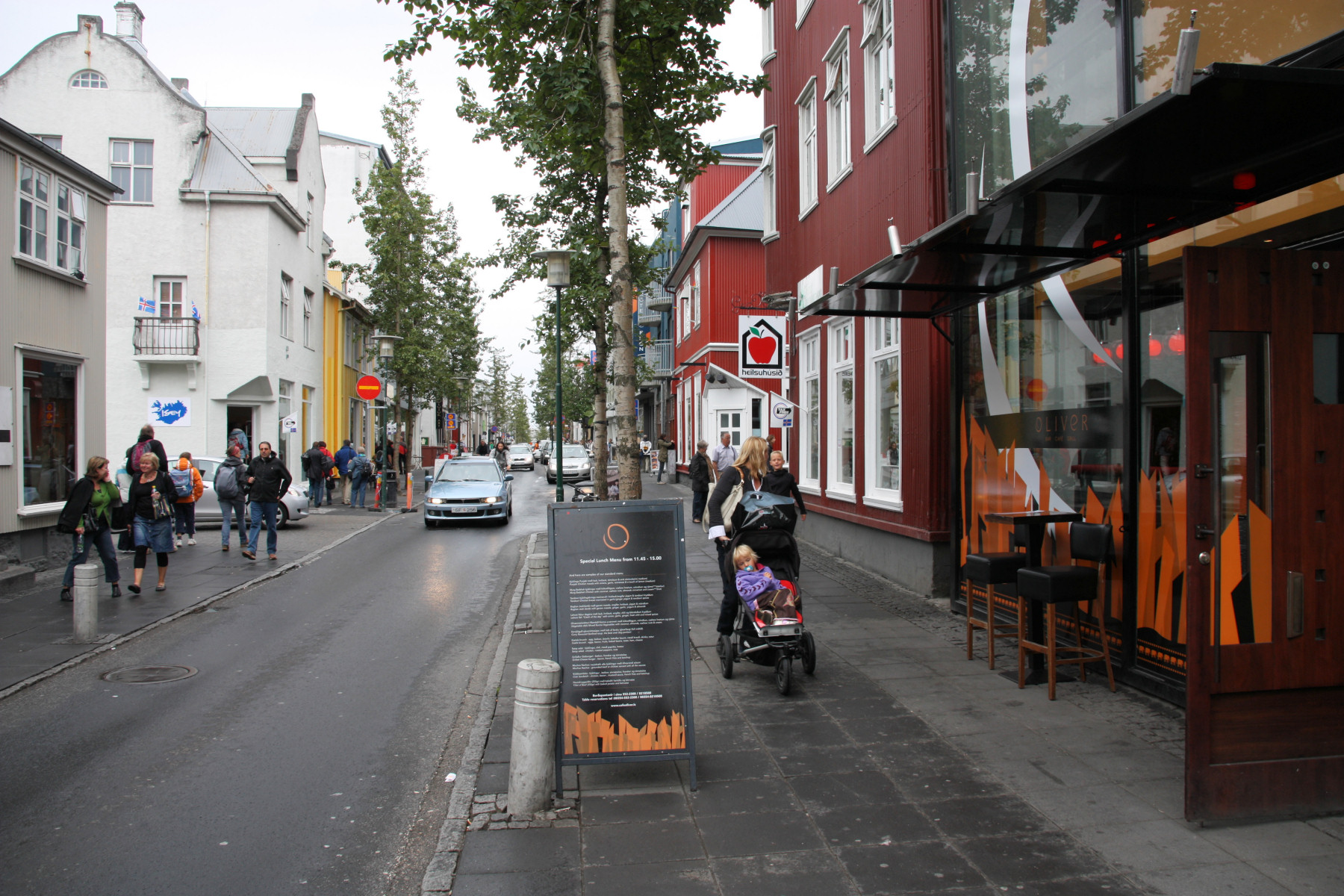
Der Laugavegur im Sommer

Der Laugavegur [ˈløyːɣaˌvɛɣʏr̥] ist die Haupteinkaufsstraße in der Innenstadt von Reykjavík.

## Geschichte und Bedeutung
Der Laugavegur wurde im Jahr 1885 auf Beschluss des Stadtrats angelegt. Der Name bedeutet in etwa Waschweg, da er in Richtung der heißen Thermalquellen im Laugardalur verläuft, wohin in früherer Zeit die Wäsche zum Waschen getragen wurde. Im Laufe ihrer Geschichte veränderte sich die Einkaufsstraße mehrfach durch ökonomische Umschwünge, besonders durch die ansteigende Popularität von größeren Einkaufszentren außerhalb, wie Kringlan oder Smáralind. Heute finden sich im Laugavegur eher exklusive Läden sowie Souvenirläden.
Der Laugavegur ist die Ausgehmeile Reykjavíks; hier befinden sich diverse Lokale, Bars und Clubs. Zudem liegt in der Straße auch das Isländische Phallusmuseum.